# Épée d'Orion

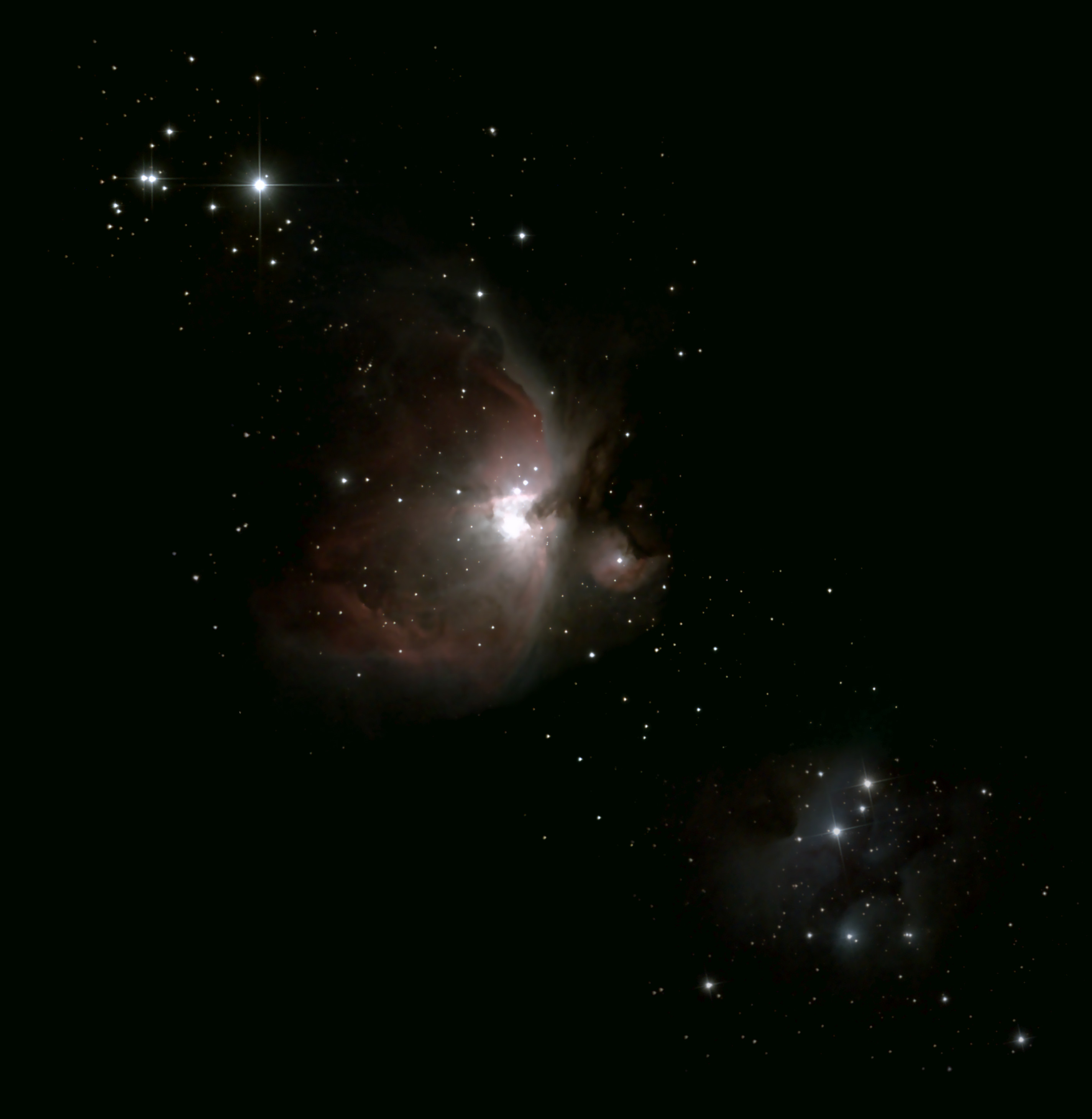
Épée d'Orion observée depuis l'Australie.

L’Épée d'Orion est un astérisme de la constellation d'Orion. Elle est constituée de trois étoiles : c, Theta et Iota Orionis, situées en dessous du grand astérisme qu'est la Ceinture d'Orion. M42, la nébuleuse d'Orion, se trouve en son centre. Elle pointe en direction du sud et ressemble de loin à une épée.

## Histoire
Cicéron et Germanicus, traducteurs des Phénomènes, poème d'Aratos, exprimèrent ce fait sous le nom ensis (« épée » en latin). Les astronomes arabes l'appelaient Saif al Jabbār (« Épée du Géant »). En Chine, elle était appelée 伐, « Punition », et subordonnée à Sieu de Shen (參). Au Japon, elle est appelée Ko-mitsu-boshi 小三星 (« Trois Petites Étoiles »). En Finlande, elle est appelée Kalevanmiekka (« Épée de Kaleva) ».